# Сторожові кораблі проєкту 11540
Сторожові кораблі проєкту 11540 «Яструб» — серія радянських сторожових кораблів з керованим ракетним озброєнням дальньої морської та океанської зони ВМФ Росії, за кодифікацією НАТО —  Neustrashimyy-class frigate.
Кораблі проєкту призначені для пошуку, виявлення та стеження за підводними човнами противника, забезпечення протикорабельної та протичовнової оборони бойових кораблів та суден у морі, завдання ударів по кораблях і судам у морі та базах, підтримки бойових дій сухопутних військ, забезпечення висадки морських десантів та розв'язання інших задач.
Усього були закінчені будівництвом і вступили до складу ВМФ Росії два кораблі цього проєкту із трьох закладених на стапелі. Обидва кораблі входять до складу Балтійського флоту. Третій корабель планувалося добудовувати за зміненим проєктом, але у 2015 році від його добудови відмовилися, недобудований корпус утилізовано.

### Представники
| Назва          | б/н | Верф                      | Зав. № | Закладений | Спуск на воду | У строю    | Флот | Стан                    | Прим. |
| -------------- | --- | ------------------------- | ------ | ---------- | ------------- | ---------- | ---- | ----------------------- | --- |
| Безстрашний    | 712 | ССЗ «Янтар» (Калінінград) | 401    | 25.03.1987 | 25.05.1988    | 28.12.1990 | БФ   | У ремонті               | Знаходиться в доковому ремонті біля причалу ССЗ «Бурштин» . 14.02.2018 сталася пожежа . Передача флоту після ремонту планувалася в червні 2022 . |
| Ярослав Мудрий | 727 | ССЗ «Янтар» (Калінінград) | 402    | 27.05.1988 | 1990          | 19.07.2009 | БФ   | В строю                 | До 30.08.1995 — «Неприступний». Штатно встановлено ПКРК " Уран ".                                                                                |
| Туман          | -   | ССЗ «Янтар» (Калінінград) | 403    | 1993       | н/д           | -          | -    | Готується до утилізації | 15 квітня 2016 року ухвалено рішення про утилізацію .                                                                                            |

## Фотографії

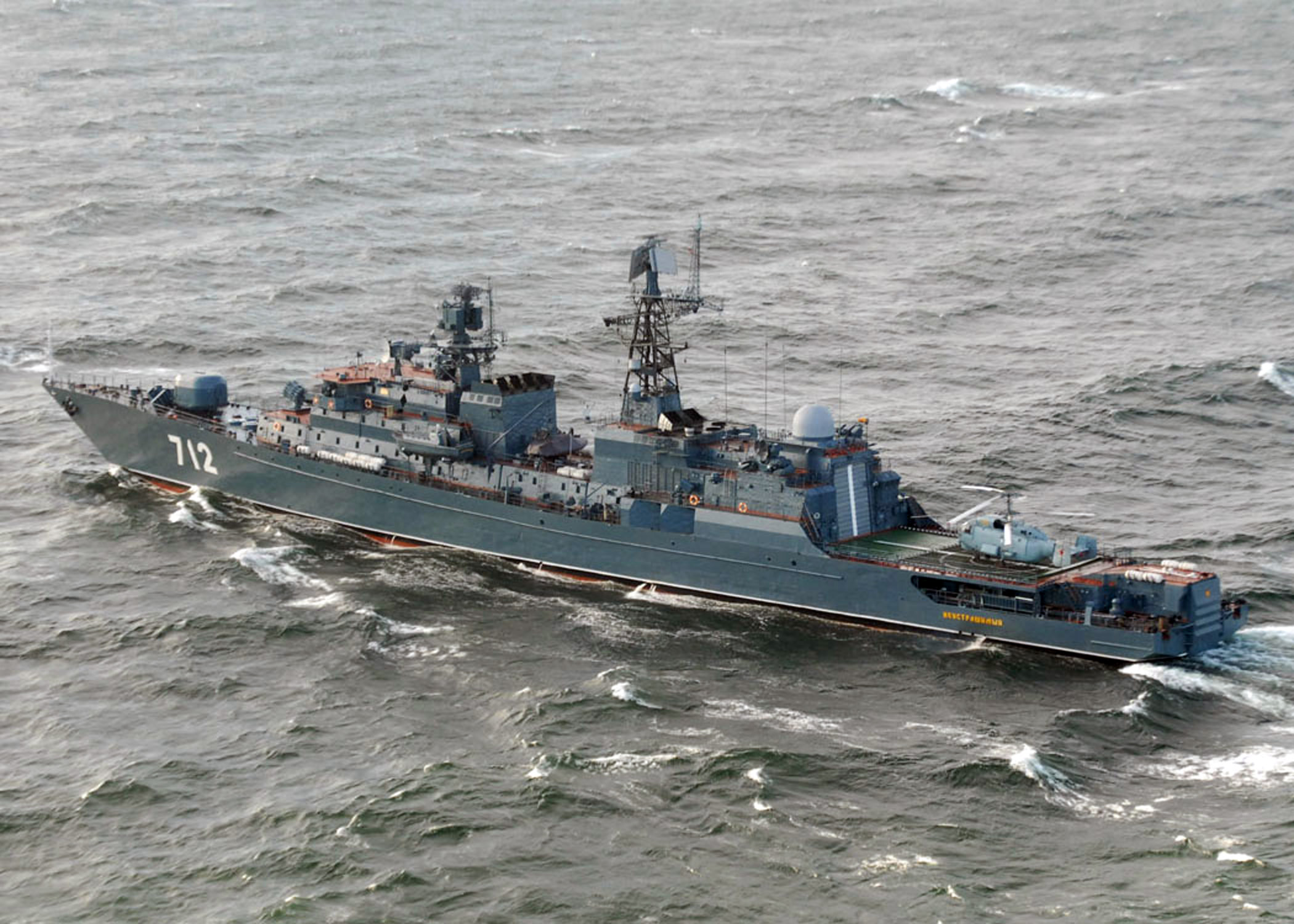
СКР «Безстрашний» під час навчань на Балтиці в 2008 році .
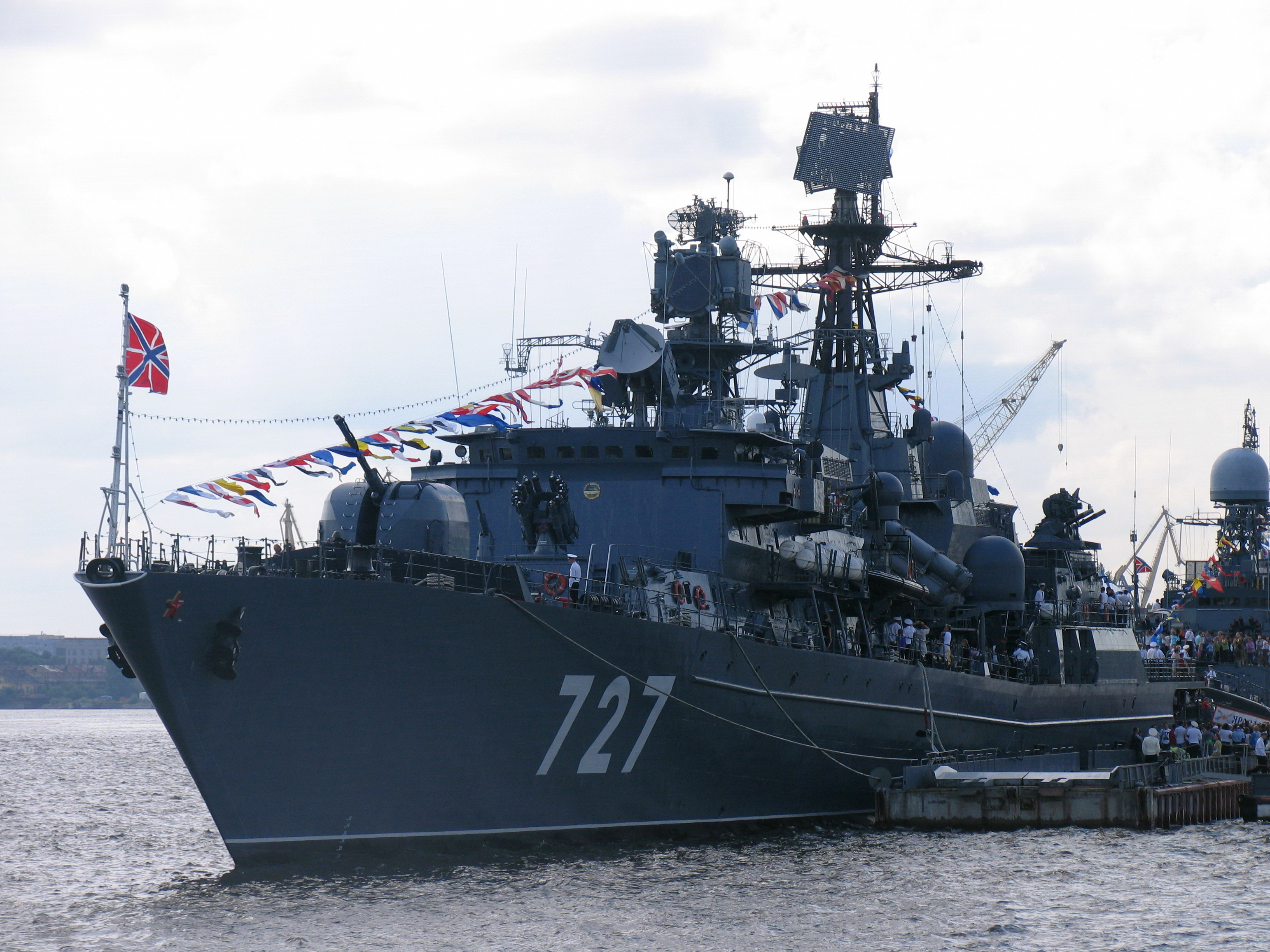
СКР «Ярослав Мудрий» на Дні ВМФ у Санкт-Петербурзі, 2011 рік .